# Romain Laurendeau
Romain Laurendeau est un photographe français indépendant né le 24 mai 1975 à Beaumont, près de Clermont-Ferrand. Il est lauréat en 2020 de deux World Press Photo.

## Biographie
Romain Laurendeau naît à Beaumont dans le Puy-de-Dôme en 1975. Il obtient une licence de physique-chimie avant de se tourner vers la photographie qu’il étudie à l’École supérieure de photographie (ETPA) de Toulouse.
Il débute en réalisant des séries personnelles et intimes. Atteint d’une maladie rare, le kératocône, maladie dégénérative de la cornée qui a failli le rendre aveugle, il subit en octobre 2008 une transplantation cornéenne qui lui « a permis de renaître… ».
Dès lors, il travaille sur des projets à long terme en France, au Sénégal, en Algérie, dans les territoires palestiniens.
Il voyage pendant cinq années en Algérie au cœur des quartiers populaires de Bab-El-Oued, où il arrive pour la première fois juste après la dernière élection d’Abdelaziz Bouteflika. Il partage et photographie le quotidien de la jeunesse des quartiers populaires.
Sa série en noir et blanc « Kho, la genèse d’une révolte », a remporté le premier prix du World Press Photo dans la catégorie Reportage photo de l’année en 2020,.
Il reçoit le Grand prix ISEM de la photographie documentaire en 2019, pour sa série « Mister Nice Guy », du nom d’un cannabis de synthèse 50 à 100 fois plus puissant que la marijuana et bien plus dangereux, qui est consommé en Israël et dans les territoires palestiniens, qu’il expose au Centre photographique documentaire ImagesSingulières à Sète en 2021.
Photographe indépendant, Romain Laurendeau est basé à Toulouse.

## Récompenses
- 2013 : Prix Zoom de la presse photo et du public, pour un reportage en noir et blanc sur le quotidien des chercheurs d’or au Sénégal[7].
- 2014 : Prix spécial AFD du meilleur reportage photo pour sa série sur « Sidi Moussa », un village algérien[7].
- 2015 : Prix Camille-Lepage pour son projet de reportage sur la jeunesse algérienne[8],[9].
- 2017 : European Photographers Award, pour « Derby » sur la passion des Algériens pour le football[10].
- 2017 : Prix Roger-Pic pour « Derby »[11].
- 2017 : Prix Pierre et Alexandra Boulat pour « Dikis », des « lieux secrets et clandestins en Algérie ou les jeunes peuvent expérimenter la liberté sous toutes ses forme, loin du regard de la société et de sa dangereuse stigmatisation[12]. »
- 2019 : Grand prix ISEM de la photographie documentaire, pour son projet « Génération Mister Nice Guy : une jeunesse sous emprise », traitant des ravages du cannabis de synthèse auprès des jeunes habitants des territoires palestiniens occupés[4].
- 2020 : World Press Photo 1er prix, Award for Long-Term Projects, pour « Kho, la genèse d’une révolte »[13].
- 2020 : World Press Photo Story of the Year, pour « Kho, la genèse d’une révolte »[14].

## Publications
- Taswira, Photopaper, 2018.
- Au bord de l’amer, Revue 6 Mois, no 17, Printemps/Été 2019, pp. 170/197.
- Kho, la génèse d’une révolte, auto édition, septembre 2021, 208 p. (ISBN 978-2-9577485-0-1)

## Expositions
Liste non exhaustive
- 2021 : Derby, Espace Cosmopolis, Nantes[15]
- 2021 : Mister Nice Guy, Festival Images Singulières, Sète, du 16 septembre au 7 novembre[6]
- 2021 : People Power, exposition collective, Lieu d’Europe, Strasbourg, du 22 octobre au 12 novembre[16]
- 2022 : Kho, la genèse d’une révolte, festival Ôrizons, centre culturel de la Visitation, Périgueux, du 7 au 25 juin 2022